# Handley Page H.P.46
Handley Page H.P.46 là một loại máy bay ném bom ngư lôi hai tầng cánh hoạt động trên tàu sân bay của Anh.

## Tính năng kỹ chiến thuật
Dữ liệu lấy từ Barnes & James 1987, tr. 337
Đặc điểm tổng quát
- Kíp lái: 2
- Chiều dài: 39 ft 5 in (12.45 m)
- Sải cánh: 50 ft 5 in (15.25 m)
- Diện tích cánh: 656 ft2 (61 m2)
- Trọng lượng rỗng: 6.250 lb (2.840 kg)
- Trọng lượng có tải: 10.600 lb (4.800 kg)
- Động cơ: 1 × Rolls-Royce Buzzard III, 825 hp (615 kW)

Hiệu suất bay
- Vận tốc cực đại: 140 mph (225 km/h)